# Volvo B4B
Volvo B4B är en rak fyrcylindrig bensinmotor tillverkad av Volvo 1944–1956 som utvecklades för den nya Volvo PV 444 som presenterades hösten 1944 och började serietillverkas 1947. Den är en stötstångsmotor med 3-lagrad vevaxel och en slagvolym på 1,414 liter. Den tillverkades i tre olika versioner och hade i sitt första utförande 40 hästkrafter SAE. Från mitten av 1950 fick den 44 hästkrafter SAE genom förändringar av kamaxelkurvor och ventilmekanism. Den tredje versionen kom i november 1955 och då hade effekten höjts till 51 hästkrafter SAE genom införandet av en ny kamaxel, nytt cylinderlock, nya ventilfjädrar, stötstänger och brickor. Den monterades i Volvo PV 444 och Volvo PV 445 (Volvo Duett) fram till och med 1956 och ersattes från hösten 1956 av den nya B16 motorn i årsmodell 1957.